# Orthis
Orthis è un genere di Brachiopodi estinti appartenenti all'ordine Orthida. Le varie specie di Orthis sono fossili guida dei sedimenti marini dell'Ordoviciano medio e superiore (tra i 478 e i 438 milioni di anni fa), a distribuzione cosmopolita.
Il genere è caratterizzato da una piccola conchiglia bivalve di forma da subquadrata a semiovale, con la linea della cerniera diritta e con il profilo piano-convesso. Internamente la valva brachiale (dorsale) presenta le impronte dei muscoli adduttori quadripartiti, mentre i brachiofori (strutture calcaree primitive, atte a supportare il lofoforo) appaiono divergenti. L'ornamentazione esterna è costituita da coste radiali intercalate a fini costelle.